# Periophthalmus weberi
A Periophthalmus weberi a csontos halak (Osteichthyes) főosztályának a sugarasúszójú halak (Actinopterygii) osztályába, ezen belül a sügéralakúak (Perciformes) rendjébe, a gébfélék (Gobiidae) családjába és az iszapugró gébek (Oxudercinae) alcsaládjába tartozó faj.

## Előfordulása
A Periophthalmus weberi előfordulási területe az Indiai- és a Csendes-óceánok határán van. Ez az iszapugró géb az indonéziai Irian Jaya tartományban, Pápua Új-Guineában és Ausztrália északi részén található meg. A Gangesz deltájában és India egyéb részein élő állományai meglehet, hogy inkább a Periophthalmodon septemradiatushoz tartoznak.

## Megjelenése
Ez a gébfaj legfeljebb 10 centiméter hosszú. A hátúszóján 5-17 tüske és 10-13 sugár, míg a farok alatti úszóján 1 tüske és 8-11 sugár ül. A hátúszói a nőstény esetében részben össze vannak kötve. Az első hátúszó közepesen magas és a szélei egyenesek; nincsen rajta csíkozás, csak néhány halványkék pont; azonban a tartósított példányoknál e kék pontok fehérre változnak. Az első hátúszótüskéje kétszer olyan hosszú, mint a többi. Mindkét nembéli hal második hátúszója csíkozás nélküli. Egy hosszanti sorban 46-52 pikkely látható.

## Életmódja
Trópusi halfaj, amely a brakkvízben érzi jól magát. Az oxigént képes, egyenesen a levegőből kivenni, azzal a feltétellel, ha nedvesek a kopoltyúi és a bőre. A víz alá is lemerülhet. A mangroveerdők és a tengerparti pálmaerdők iszapos területeit kedveli. Néha felúszik a nagyobb folyók alsó szakaszaiba is.